# ریچارد دووایزی
ریچارد دووایزی (انگلیسی: Richard of Devizes) وقایع‌نگار انگلیسی قرن ۱۲ میلادی و راهب خانه سن سوئتین در وینچستر بود. وی بیشتر بخاطر نگارش وقایع‌نامه‌اش شهرت یافته است. وقایع‌نامهٔ او که با عنوان کرونیکن ریکاردی دیویزینسیس (Chronicon Ricardi Divisiensis) نیز شناخته می‌شود، در واقع شرحی پادشاهی و دورهٔ پادشاهی ریچارد یکم، از سال۱۱۸۹ تا ۱۱۹۲ میلادی است. روایت ریچارد در وقایع‌نامه خود به دلیل لحن (خشک و خشن) و روایت متعددش مورد توجه قرار گرفته است. در وقایع‌نامه ریچارد دووایزی به حوادث جنگ صلیبی سوم نیز به‌طور مفصل پرداخته است اما به دلیل بهره بردن از منابع روایات مختلف و گزارش سایرین، در اثر وی اشتباهاتی دیده می‌شود. این وقایع‌نامه با پایان جنگ صلیبی سوم نیز به پایان می‌رسد.